# Drugo Meksičko Carstvo
Drugo Meksičko Carstvo (španjolski: Imperio Mexicano) je naziv za Meksiko pod režimom uspostavljenim 1864. – 1867. Drugo Carstvo nastalo je odlukom meksičkog Kongresa uz potporu Napoleona III. iz Francuske, koji je pokušao uspostaviti monarhističko savezništvo u Sjevernoj i Južnoj Americi. Referendum je potvrdio krunidbu austrijskoga nadvojvode Ferdinanda Maksimilijana, iz dinastije Habsburg kao cara Maksimilijana I. od Meksika.
Drugo Meksičko Carstvo promovirala je snažna i konzervativna elita meksičkih vlasnika hacijendi uz potporu Francuza, kao i austrijske i belgijske krune, koji su nastojali uspostaviti monarhistički sustav u Meksiku, kao što je postojao tijekom 300 godina Vicekraljevstva Nove Španjolske, a za kratko vrijeme i tijekom Prvog Meksičkoga Carstva. Podršku su pružili i konzervativni katolici, koji su u to vrijeme činili većinu u Meksiku, te meksičko plemstvo, koje je željelo stabilnost i kraj nemira i revolucija za vrijeme prethodne vlade Benita Juáreza.